# ジュリエッタ (お笑いコンビ)
ジュリエッタは、かつて吉本興業（大阪本社）に所属していたお笑いコンビ。NSC大阪校27期出身。2013年7月結成、2023年4月28日解散。主によしもと漫才劇場へ出演していた。

## メンバー
井尻 貫太郎（いじり かんたろう、1986年2月24日 - ）（39歳）
- ボケ担当、立ち位置は向かって左。
- 身長178cm、体重64kg。血液型O型。
- 大阪府堺市出身、大阪府立堺西高等学校卒業。
- Berry Better!!のメンバー。
- 前野悠介（クロスバー直撃）は2期上の先輩で、小学校・中学校・高校まで全て同じ学校である[5]。
- このコンビ結成以前はピンの他に『連中』『ガトリングガン』というコンビで活動していた。
- NSC大阪校27期生であったが、夏頃に中退している[6]。在学当時は相方・藤本や田邊孟德（タナからイケダ）と同じクラスだった[6]。
- 当コンビ解散後の2023年6月に芸名を「貫太郎」に改名[7]。
- 2024年3月、かんざき（元てんしとあくま）との新コンビ『動物チーム』を結成[8]。

藤本 聖（ふじもと たかし、1984年7月12日 - ）（41歳）
- ツッコミ・ネタ作り担当、立ち位置は向かって右。
- 身長169cm、体重59kg。血液型O型。
- 山口県周防大島町出身、山口県立柳井商工高等学校卒業。
- 既婚者。
- 1年の社会人経験を経てNSC大阪校へ入学。
- 当コンビ結成以前は『鯉女房（パニーニ木坂とのコンビ）』、『ビンチョウタン』、『ソーセージ（秋山賢太、山名文和（現・アキナ）とのトリオ）』として活動していた。自身の不祥事による謹慎以後は、秋山と山名が2人でソーセージとしての活動を継続していたが、メンバー間で協議を行った結果、2012年10月15日をもって藤本が自らの意志で脱退する形で解散することとなり、秋山と山名はコンビ「アキナ」を結成した[9]。
- 日本声優能力検定1級取得。
- 解散後は芸名を「フジモト」に改名し、2023年9月1日に4期後輩のピン芸人・ジェットスガワラ（元サンドロップ）と「カソク装置」を結成した[10]が、2024年12月31日に解散[11]。その後は芸名を「mossan」に改め、ピン芸人として活動している[12]。

## エピソード

### コンビ
- コンビ名の由来は、よつばと!に出てくるテディベアの名前[13]。

### 井尻
- ほめ達検定[14]3級を取得。
- 自他ともに認める音痴で、後輩の中村フー（ヘンダーソン）がプロデュースした音痴やリズム感の無い芸人達を集めたユニットライブ、「BerryBetter!!(ベリーベター) ～音感、リズム感のない男達～」に参加しており、ユニットとして配信限定シングル「VeryBerryBetter!! ～音感、リズム感のない男達～」を発売した。メンバーカラーはオレンジ。
- 第1回 上方漫才協会大賞男前ランキング7位[15]、第2回 上方漫才協会大賞男前ランキング19位[16]、第3回 上方漫才協会大賞男前ランキング10位[17]第4回 上方漫才協会大賞男前ランキング7位[18]。
- 貫太郎という名前は、親が好きな第42代内閣総理大臣の鈴木貫太郎に由来する[19]。
- 2015年3月28日の単独ライブ「ジュリエッ単」で、義理の母親を初めて「おかあさん」と呼んだ。
- ボルダリングが趣味で、ボルダリングだけをする個人チャンネルを立ち上げた[20]。
- 前野の家へ泊まった際、自分が猫アレルギーであることが発覚した[5]。
- 単独ライブの1時間前に何故か坊主にしてきたことがある[21]。

### 藤本
- 普段は標準語だが地元に帰った時だけ方言となり、一人称も「ワシ」になる。
- 一発ギャグを多数持っており、2016年2月26日に新世界朝日劇場で行われた第1回 次世代ギャガー王決定戦で優勝。よしもと漫才劇場のギャグ芸人で構成されたユニット「ギャグレンジャー」のリーダーを務める。
- 2014年10月まで駒場孝（ミルクボーイ）、みっとしー（元ビーフケーキ）、多田智佑（トット）、池田周平（タナからイケダ）による同期4人とルームシェアしていた。
- 2015年5月31日の「サクラライブinNGK」でプロポーズ成功。
- 広島東洋カープの大ファンで、一番好きな選手は前田智徳。
- 聖という名前は、元プロ野球選手の西本聖から取って付けられた。
- アニメや漫画・ゲームが好きで、中二病患者でもある。同じく中二病の芸人たちを集めたイベントライブ「チュウニズム」を主催しており、寸劇の脚本やオープニングVTRの編集も自ら行っている。
- カフェでのアルバイト経験があり、ラテアートを特技としている[22]。
- 2016年に一般女性と入籍、2017年に第1子となる男児が誕生、1児の父。
- 第2回上方漫才協会大賞男前ランキング 35位[16]、第3回上方漫才協会大賞男前ランキング 27位[17]、第4回上方漫才協会大賞男前ランキング 44位[18]（第1回は記録なし）。
- 芸人になる前は、焼肉店で正社員として勤務していた[23]。

## 出囃子
- れるりり「脳漿炸裂ガール」

## 出演

### テレビ番組
- 2時45分からはスローでイージーなルーティーンで（関西テレビ、2021年6月2日・7月22日）

### ラジオ番組
- 笑い飯の月曜お楽しみアワー（MBSラジオ）- 茶屋町お笑いコロシアム 第11代 5週勝ち抜きチャンピオン

### ネット配信番組
- よしもと漫才劇場 presentsもっともっとマンゲキ （大阪チャンネル、ひかりTV）- 不定期出演
- マンゲキ発信BUZZってミキ
- よしもと漫才劇場 フレンドリーLIVE（LINE LIVE）- 不定期出演
- アキナのホビーナイト（SHOWROOM、2018年10月1日）- 井尻のみ
- 笑い飯のアピールナイト（SHOWROOM）- 不定期出演
- 藤崎マーケットの人狼ナイト（SHOWROOM、2018年8月20日・9月28日）
- NSC Online West（LINE LIVE）MCゲストとして不定期出演
- 長原成樹のやん茶の間（ニコニコ生放送）- 不定期出演
- ジュリエッタ王国の遊戯騎士（SHOWROOM、2019年2月6日 - ）- 冠番組
- マンゲキゲーム実況（漫才劇場公式YouTube、毎週火・木・土曜夜にライブ配信）- 藤本のみ
- 吉本自宅ゲーム部 あんちゅゲームチャンネル（Mildom、毎週水曜21時ライブ配信）- 藤本のみ

## 単独ライブ
- 2014年
  - 2月18日 -  ｢ジュリエッ単｣  (大阪・5upよしもと)
  - 5月1日 -  ｢ジュリエッタイム｣  (大阪・道頓堀ZAZA House)
  - 6月8日 -   ｢ジュリエッ単｣  (大阪・5upよしもと)
  - 7月16日 -  ｢ジュリエッタイム｣  (大阪・道頓堀ZAZA House)
  - 9月20日 -  ｢ジュリエッタイム｣  (大阪・道頓堀ZAZA House)
  - 10月2日 -  ｢ジュリエッ単｣  (大阪・5upよしもと)
  - 11月12日 -  ｢ジュリエッタイム｣  (大阪・道頓堀ZAZA House)
- 2015年
  - 1月18日 -  ｢ジュリエッタイム｣  (大阪・道頓堀ZAZA House)
  - 2月23日 -  ｢ジュリエッタイム｣  (大阪・道頓堀ZAZA POCKET'S)
  - 3月28日 -  ｢ジュリエッ単｣  (大阪・よしもと漫才劇場)
  - 4月21日 -  ｢ジュリエッタイム｣  (大阪・道頓堀ZAZA House)
  - 5月27日 -  ｢ジュリエッタイム｣  (大阪・道頓堀ZAZA House)
  - 6月16日 -  ｢ジュリエッタイム｣  (大阪・道頓堀ZAZA House)
  - 7月22日 -  ｢ジュリエッ単｣  (大阪・道頓堀ZAZA House)
  - 8月19日 -  ｢ジュリエッタイム｣  (大阪・道頓堀ZAZA House)
  - 9月22日 -  ｢ジュリエッタイム｣  (大阪・道頓堀ZAZA House)
  - 10月26日 -  ｢ジュリエッタイム｣  (大阪・道頓堀ZAZA House)
  - 11月23日 -  ｢ジュリエッ単｣  (大阪・道頓堀ZAZA House)
  - 12月16日 -  ｢ジュリエッタイム〜聖夜まで待てねぇよ、せっかちサンタの年末還元祭〜｣  (大阪・道頓堀ZAZA House)
- 2016年
  - 1月25日 -  ｢ジュリエッタイム〜猿も木から落ちろ！今年売れねぇでいつ売れんだ！なぁ！〜｣  (大阪・道頓堀ZAZA House)
  - 2月14日 -  ｢ジュリエッタイム〜愛だチョコだの興味ねぇなら俺達に甘栗でもぶつけに来りゃいいんだよ〜｣  (大阪・道頓堀ZAZA House)
  - 4月22日 -  ｢ジュリエッタイム〜新学期新生活馴染んでる？生きるの下手なヤツらは全員集合だ！〜｣  (大阪・道頓堀ZAZA POCKET'S)
  - 5月31日 -  ｢ジュリエッタイム〜5月病？年中病んでりゃ関係ねぇよ！さぁ狂ったように笑いましょ〜｣  (大阪・道頓堀ZAZA POCKET'S)
  - 6月30日 -  ｢ジュリエッタイム～笑って乾かせ湿った気分！来ない奴らは全員水溜まりで溺れてろ！～｣  (大阪・道頓堀ZAZA POCKET'S)
  - 7月26日 -  ｢ジュリエッ単〜はしゃいでんなよ太陽！コーナー、新ネタ、新衣装！こっちだって灼熱さ！〜｣  (大阪・道頓堀ZAZA House)
  - 9月13日 -  ｢ジュリエッタイム〜秋刀魚焼いてる場合か！脂の乗った俺達を喰らいやがれ！〜｣  (大阪・道頓堀ZAZA POCKET'S)
  - 10月24日 -  ｢ジュリエッタイム～ハロウィンの仮装とかしてきた奴全員ひっぺがす！むしろ裸で俺達とぶつかろうぜ！～｣  (大阪・道頓堀ZAZA POCKET’S)
  - 11月25日 - 「ジュリエッタイム～ボジョレー解禁で浮かれてんな！来ないアンタの郵便受けには明日もみじ饅頭詰め込んどくな～」(大阪・道頓堀ZAZA POCKET’S)
  - 12月17日 - 「ジュリエッ単～師走だからって慌ててんなよ、転んでヒザ擦りむいちまうぜ？さぁとばせ、2016年を笑いとばせ！～」 (大阪・よしもと漫才劇場)
- 2017年
  - 1月29日 - 「ジュリエッタイム～2017年ものっけからフルスロットルでいくぜ！振り落とされたら勝手にタクシーでも拾って直帰してろ～」　（大阪・道頓堀ZAZA　POCKET’S）
  - 3月3日 -  「ジュリエッ単〜春はあけぼの俺らの頭ん中のお花畑にピクニックでもしに来なよ、ランチバスケット持ってさ」 (大阪・よしもと漫才劇場)
  - 4月18日 - 「ジュリエッタイム～暖かくなってくると馬鹿が増えてくるよな！どうもその馬鹿の1号２号です、いきましょーよ！」（大阪・道頓堀ZAZA　POCKET’S）
  - 6月11日 - 「ジュリエッタイム～湿っぽいのはワキ汗だけで十分だ、笑いの虹かけっから梅雨どっか行ってろ！～」（大阪・道頓堀ZAZA　POCKET’S）
  - 8月5日 - 「ジュリエッ単　恋の火遊びに浮かれてる奴らは裸足でふじつぼでも踏んでな、今宵は俺らと笑いの大炎さ」 (大阪・よしもと漫才劇場)
  - 9月13日 - 「ジュリエッタイム～月のウサギも餅ばっかついてんじゃねぇ！有給使って笑いに来やがれ！～」 (大阪・道頓堀ZAZA House)
  - 12月17日 - 「ジュリエッ単〆〜来年の事言って笑う鬼すらぶった斬る、俺達の2018年はもう始まっちまってる～」 (大阪・よしもと漫才劇場)
- 2018年
  - 2月17日 - 「ジュリエッタイムSPECIAL in BAN×KARA ZONE‐UK」（BAR RESTAURANT BAN×KAZA ZONE‐UK)
  - 4月1日 -  「ジュリエッ単～上司に社交辞令の酒瓶傾けてそれがアンタの春かよ？俺達の言霊に耳傾けてろ～」 (大阪・よしもと漫才劇場)
  - 6月10日 - 「ジュリエッタイム～湿っぽい梅雨は好きじゃない？濡れせんべいには濡れせんべいの良さがあるだろ。今宵も笑い濡れてろ！～」(大阪・道頓堀ZAZA HOUSE)
  - 7月16日 - 「ジュリエッ単～アスファルトにブチ撒けたソフトクリームに思い馳せてる暇はねぇ。井尻と藤本がどうやら馬鹿打ち上げるってよ～」（大阪・よしもと漫才劇場）
  - 10月13日 - 「ジュリエッタイム～trick or trick！ どうあがいても悪戯するよ。予測不能な夜に翻弄されてろ！～」(大阪・道頓堀ZAZA HOUSE)
  - 11月2日 - 「ジュリエッ単～衣替えは済んだかい？おいおい、心のベールもしまって来いよ。愛を剥き出せ、紅葉の如く燃え盛れ～」(大阪・よしもと漫才劇場)
- 2019年
  - 2月17日 - 「ジュリエッ単～平成最後はもう聞き飽きた、一足お先に新時代の革命前夜といこうや。凍てつく夜を壊せ！～」(大阪・よしもと漫才劇場)
  - 3月18日 - 「ジュリエッタイム～まだまだ冬眠しちまってるお寝坊さんはどいつだい？新ネタ懐ネタトークにコーナー、宴はとっくに始まってるよ！～」(大阪・道頓堀ZAZA HOUSE)
  - 6月28日 - 「ジュリエッ単〜世間は令和！俺たちも0話！新たな歴史に名を刻む！とかカッコつけてるヤツは、うどんにネギでも刻んでな〜」（大阪・よしもと漫才劇場）
  - 11月30日 - コント単独ライブ「宇宙に辿り着いた人類はまだ海の底を知らない、それどころか隣のアイツの事すらよくわからない。そんな事よりコーヒーが旨い。」
- 2020年
  - 6月28日 - 「34ability」(大阪・よしもと漫才劇場)
  - 12月18日 - 「コント定例会議〜12月度〜」(大阪・よしもと漫才劇場)
- 2021年
  - 1月17日 - 「コント定例会議〜1月度〜」（大阪・よしもと漫才劇場）※無観客配信
  - 2月13日 - 「コント定例会議〜2月期〜」（大阪・よしもと漫才劇場）
  - 4月9日 - 「コント定例会議〜4月期〜」 （大阪・よしもと漫才劇場）
  - 7月20日 - 「コント定例会議〜7月期〜」（大阪・よしもと漫才劇場）
- 2022年
  - 4月22日 - 「天使を呼んであげましょう」（大阪・よしもと漫才劇場）
- 2023年
  - 1月20日 - 「邂逅」（大阪・よしもと漫才劇場）

## 賞レース戦績

### M-1グランプリ
| 年度             | 結果         | エントリー No. | 会場                 | 日時     |
| ---------------- | ------------ | -------------- | -------------------- | -------- |
| 2015年（第11回） | 3回戦進出    | 641            | よしもと漫才劇場     | 10月26日 |
| 2016年（第12回） | 準々決勝進出 | 915            | なんばグランド花月   | 11月7日  |
| 2017年（第13回） | 準々決勝進出 | 1348           | メルパルクホール大阪 | 11月2日  |
| 2018年（第14回） | 3回戦進出    | 331            | よしもと漫才劇場     | 10月22日 |
| 2019年（第15回） | 3回戦進出    | 495            | よしもと漫才劇場     | 10月29日 |
| 2020年（第16回） | 2回戦進出    | 2992           | よしもと漫才劇場     | 10月26日 |
| 2021年（第17回） | 3回戦進出    | 2134           | よしもと祇園花月     | 10月27日 |
| 2022年（第18回） | 3回戦進出    | 2870           | よしもと漫才劇場     | 10月25日 |

### その他
- 2014年 第3回 MBSヤングスネーク杯 第3位
- 2014年 歌ネタ王決定戦 準決勝進出
- 2015年 第4回 MBSヤングスネーク杯 準優勝
- 2016年 第5回 MBSヤングスネーク杯 準優勝
- 2016年 歌ネタ王決定戦 準決勝進出
- 2016年 キングオブコント 準決勝進出
- 2018年 キングオブコント 準々決勝進出
- 2019年 第49回 NHK上方漫才コンテスト 本選出場[25]
- 2019年 NHK新人お笑い大賞 本選出場
- 2019年 第7回 ショートコント世界一選手権 優勝
- 2019年 キングオブコント 準々決勝進出
- 2020年キングオブコント 準々決勝進出
- 2021年 Mildom×よしもと ゲーム実況-1グランプリ決勝進出（藤本）
- 2021年 キングオブコント 準々決勝進出
- 2021年 歌ネタ王FINAL 準決勝進出